# Brais Méndez
Brais Méndez Portela (n. 7 ianuarie 1997, Mos⁠(d), Galicia, Spania) este un fotbalist profesionist spaniol care joacă ca mijlocaș ofensiv pentru Real Sociedad în La Liga și este internațional cu echipa națională a Spaniei.

## Cariera la cluburile de fotbal

### Celta
Născut în Mos, Pontevedra, Galicia, Méndez s-a alăturat formației de tineret a lui RC Celta de Vigo în 2012, de la Villarreal CF.  La 7 septembrie 2014, și-a făcut debutul la seniori cu rezervele, începând într-o victorie cu 1-0 în Segunda División B în deplasare împotriva lui Real Murcia. 
Méndez a marcat primul său gol la seniori pe 4 septembrie 2016, înregistrând al doilea gol al echipei sale într-o victorie cu 3-1 cu CD Palencia.  Pe 21 august a următorului an, după ce a petrecut întregul presezon cu echipa principală, și-a reînnoit contractul până în 2021. 
Pe 21 septembrie 2017, Méndez și-a făcut debutul profesionist – și în Liga –, jucând într-o remiză 1–1 pe teren propriu împotriva lui Getafe CF.  A marcat primul său gol în competiție pe 31 martie 2018, într-o remiză 1–1 în deplasare cu Athletic Bilbao. 
La 30 iulie 2020, Méndez și-a prelungit contractul până în 2024.  Sezonul următor a fost cel mai prolific al său, reușind nouă goluri  inclusiv o dublă într-o victorie împotriva lui Deportivo Alavés la Balaídos pe 20 decembrie. 

### Real Sociedad
Pe 6 iulie 2022, Real Sociedad a ajuns la un acord cu Celta pentru transferul lui Méndez, jucătorul semnând un contract până în 2028.  La debutul său european, pe 8 septembrie, a marcat singurul gol care a ajutat la învingerea lui Manchester United pe Old Trafford în faza grupelor din UEFA Europa League, transformând o lovitură de la unsprezece metri. 

## Cariera internațională
După ce a jucat pentru Spania la nivelurile sub 17, sub 18 și sub 21, Méndez a fost convocat pentru prima dată la naționala mare pe 8 noiembrie 2018 pentru meciurile împotriva Croației și Bosniei și Herțegovinei.  Și-a făcut debutul în ultimul meci, înlocuind-ul în minutul 59 pe Suso în victoria cu 1-0 în Las Palmas și marcând singurul gol al meciului. 